# Sing This All Together
«Sing This All Together» —en español: «Cantemos esto todos juntos»—  es una canción de la banda británica de rock The Rolling Stones, incluida como pista de apertura del álbum Their Satanic Majesties Request, editado en 1967.

## Historia
En septiembre de 1967, durante las sesiones del álbum Their Satanic Majesties Request, el periodista Keith Altham del semanario NME visitó los Olympic Studios y escuchó una grabación de quince minutos, que sería dividida en dos dando lugar a «Sing This All Together» y «Sing This All Together (See What Happens)». La canción en cuestión era una instrumental, a la que Jagger luego le agregó las letras en el estudio.
Matthew Greenwald, de Allmusic, comentó sobre la canción "es una buena razón por la que este álbum es incomprendido y subestimado. Una melodía muy suelta y vagamente popular es reforzada por un ritmo y un rendimiento aún más suelto, que cruza ritmos africanos y jazz. De hecho es desconcertante, sin embargo, el efecto global -a pesar de su ambiente algo amateur- es bastante eficaz y tenía fechas mejores de lo que la mayoría le importaría admitir. El mensaje en las letras es ciertamente atemporal, también, siendo un simple llamado a las armas y el anuncio de la unidad espiritual. ¿Qué podría ser mejor para 1967, o ahora?.

## Personal
Acreditados:
- Mick Jagger: voz, coros
- Keith Richards: guitarra eléctrica, coros.
- Brian Jones: vientos, mellotron.
- Bill Wyman: bajo
- Charlie Watts: percusión, batería
- Nicky Hopkins: piano
- John Lennon: coros
- Paul McCartney: coros

Nota: Lennon y McCartney no están acreditados en el disco, pero diferentes fuentes aseguran que participaron en las sesiones de grabación.